# Verene Shepherd
Verene A. Shepherd (1951) is een Jamaicaans sociaal historica, hoogleraar sociale geschiedenis aan de University of the West Indies in Kingston en voorzitter van de "Working Group of Experts on People of African Descent" ('werkgroep experts op het gebied van mensen van Afrikaanse afkomst') van het Hoog Commissariaat voor de Mensenrechten van de Verenigde Naties (Office of the United Nations High Commissioner for Human Rights, OHCHR). Ze werd vanuit dat commissariaat bekend door haar stellingname in het Zwartepietendebat in Nederland tegen de Zwarte Piet-traditie.

## Werk
Shepherd schreef haar proefschrift aan de Universiteit van Cambridge. Haar onderzoeksgebied richt zich op de Jamaicaanse economische geschiedenis in de periode van de slavernij, alsook op vrouwengeschiedenis in het Caribisch gebied. Zij presenteert een Jamaicaans radioprogramma, Talking History.
Namens de Jamaicaanse regering is zij betrokken bij de claims die veertien Caribische landen tegen Groot-Brittannië, Nederland en Frankrijk hebben ingediend, waarbij enkele honderden miljarden euro's als herstelbetaling worden geëist vanwege de slavenhandel waarbij deze landen twee eeuwen geleden betrokken waren. Shepherd is een van de 72 externe deskundigen met een mandaat van het Hoog Commissariaat voor de Mensenrechten en voorzitter van de Working Group of Experts on People of African Descent. Deze deskundigen spreken niet rechtstreeks namens de VN, maar doen binnen hun specialisatie wel onderzoek namens de VN. Vanuit deze functie drong zij in september 2013 aan op nader onderzoek naar vermeend racisme binnen de wetten van de Verenigde Staten, na de vrijspraak van buurtwacht George Zimmerman die de zwarte tiener Trayvon Martin had doodgeschoten.
In oktober 2013 kwam zij in België en Nederland in de publiciteit doordat zij de figuur van Zwarte Piet als racistisch bestempelde en vroeg om een einde aan de Sinterklaas-traditie te maken 'omdat één kerstman genoeg is'. Ze noemde het feest een terugkeer naar de slavernij in de 21e eeuw. Dit wekte beroering in de traditionele en de sociale media. In juni 2014 bezocht zij Nederland als voorzitter van de VN-commissie Working Group of Experts on People of African Descent. Deze commissie deed onderzoek naar rassendiscriminatie in dit land.

## Publicaties
- 1991 - Transients to Settlers: East Indians in Jamaica in the Late 19th and Early 20th Century
- 1998 - Engendering History: Caribbean Women in Historical Perspectives
- 1999 - Women in Caribbean History, Uitgever: Ian Randle Publishers, ISBN 9789768123305
- 2002 - Maharani’s Misery: Narratives of a Passage from India to the Caribbean
- 2007 - I Want to Disturb My Neighbour
- 2009 - Livestock, Sugar and Slavery: Contested Terrain in Colonial Jamaica

## Prijzen
- Dubois-Mandela-Rodney Fellow, Universiteit van Michigan[14]
- Jamaica National Heritage Trust Award
- Distinguished African Award, Florida International University[15]